# فرید مجید
فرید مجید (عربی: فريد مجيد غضبان؛ زادهٔ ۱۷ اوت ۱۹۸۶) یک بازیکن فوتبال اهل عراق است.
وی همچنین در تیم ملی فوتبال عراق بازی کرده است.